# Frank Schröder
Frank Schröder (ur. 6 marca 1962 w Altenburgu) – niemiecki biegacz narciarski reprezentujący NRD, brązowy medalista mistrzostw świata.

## Kariera
Igrzyska olimpijskie w Sarajewie w 1984 roku były pierwszymi i zarazem ostatnimi w jego karierze. W swoim najlepszym starcie, w biegu na 15 km techniką klasyczną zajął 26. miejsce. Wraz z kolegami z reprezentacji zajął także dziewiąte miejsce w sztafecie 4 × 10 km.
W 1982 roku wystartowała na mistrzostwach świata w Oslo. Osiągnął tam największy sukces w swojej karierze wspólnie z Uwe Wünschem, Stefanem Schickerem i Uwe Bellmannem zdobywając brązowy medal w sztafecie. Zajął ponadto 15. miejsce w biegu na 15 km stylem dowolnym. Na kolejnych mistrzostwach już nie startował.
W 1981 roku wystąpił na mistrzostwach świata juniorów w Schonach, gdzie zdobył brązowy medal w sztafecie, a w biegu na 15 km był szósty. Na rozgrywanych rok później mistrzostwach świata juniorów w Murau zajął 34. miejsce w biegu na 15 km.
Najlepsze wyniki w Pucharze Świata uzyskał w sezonie 1981/1982, kiedy to zajął 62. miejsce w klasyfikacji generalnej. Nigdy nie stawał na podium zawodów Pucharu Świata.

## Osiągnięcia

### Igrzyska olimpijskie
| Miejsce | Dzień     | Rok  | Miejscowość | Konkurencja             | Czas biegu | Strata   | Zwycięzca        |
| ------- | --------- | ---- | ----------- | ----------------------- | ---------- | -------- | ---------------- |
| 43.     | 10 lutego | 1984 | Sarajewo    | 30 km stylem dowolnym   | 1:28:56,3  | +10:05,1 | Nikołaj Zimiatow |
| 26.     | 13 lutego | 1984 | Sarajewo    | 15 km stylem klasycznym | 41:25,6    | +2:26,5  | Gunde Svan       |
| 9.      | 16 lutego | 1984 | Sarajewo    | Sztafeta 4 × 10 km      | 1:55:06,3  | +7:07,6  | Szwecja          |

### Mistrzostwa świata
| Miejsce | Dzień     | Rok  | Miejscowość | Konkurencja           | Czas biegu | Strata  | Zwycięzca       |
| ------- | --------- | ---- | ----------- | --------------------- | ---------- | ------- | --------------- |
| 15.     | 23 lutego | 1982 | Oslo        | 15 km stylem dowolnym | 38:52,5    | ?       | Oddvar Brå      |
| 3.      | 25 lutego | 1982 | Oslo        | Sztafeta 4 × 10 km    | 1:56:27,6  | +2:21,8 | Norwegia · ZSRR |

### Mistrzostwa świata juniorów
| Miejsce | Dzień   | Rok  | Miejscowość | Konkurencja             | Wynik      | Strata  | Zwycięzca         |
| ------- | ------- | ---- | ----------- | ----------------------- | ---------- | ------- | ----------------- |
| 6.      | luty    | 1981 | Schonach    | 15 km stylem klasycznym | 46:06,28   | +37,70  | Lars-Göran Dahl   |
| 3.      | luty    | 1981 | Schonach    | Sztafeta 3 × 10 km      | 1:28:14,63 | +34,94  | Norwegia          |
| 34.     | 3 marca | 1982 | Murau       | 15 km stylem klasycznym | 40:10,6    | +3:29,0 | Andriej Astaszkin |
| 5.      | 7 marca | 1982 | Murau       | Sztafeta 3 × 10 km      | 1:23:52,1  | +1:22,1 | Szwecja           |

### Puchar Świata

#### Miejsca w klasyfikacji generalnej
- sezon 1981/1982: 62.

#### Miejsca na podium
Schröder nigdy nie stawał na podium zawodów Pucharu Świata.